# Stadsträdgården, Helsingfors

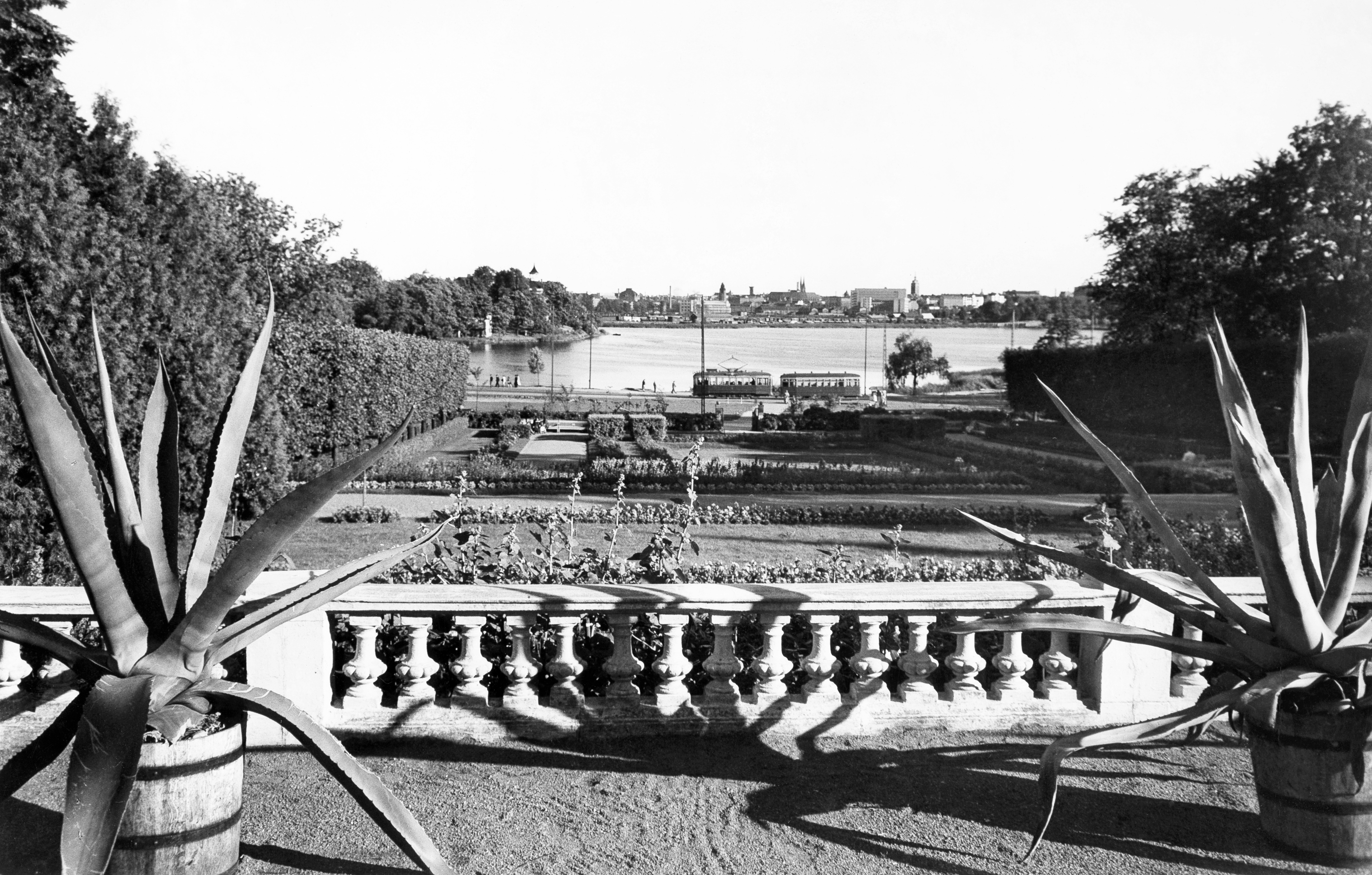
Barockträdgården i Stadsträdgården, 1949

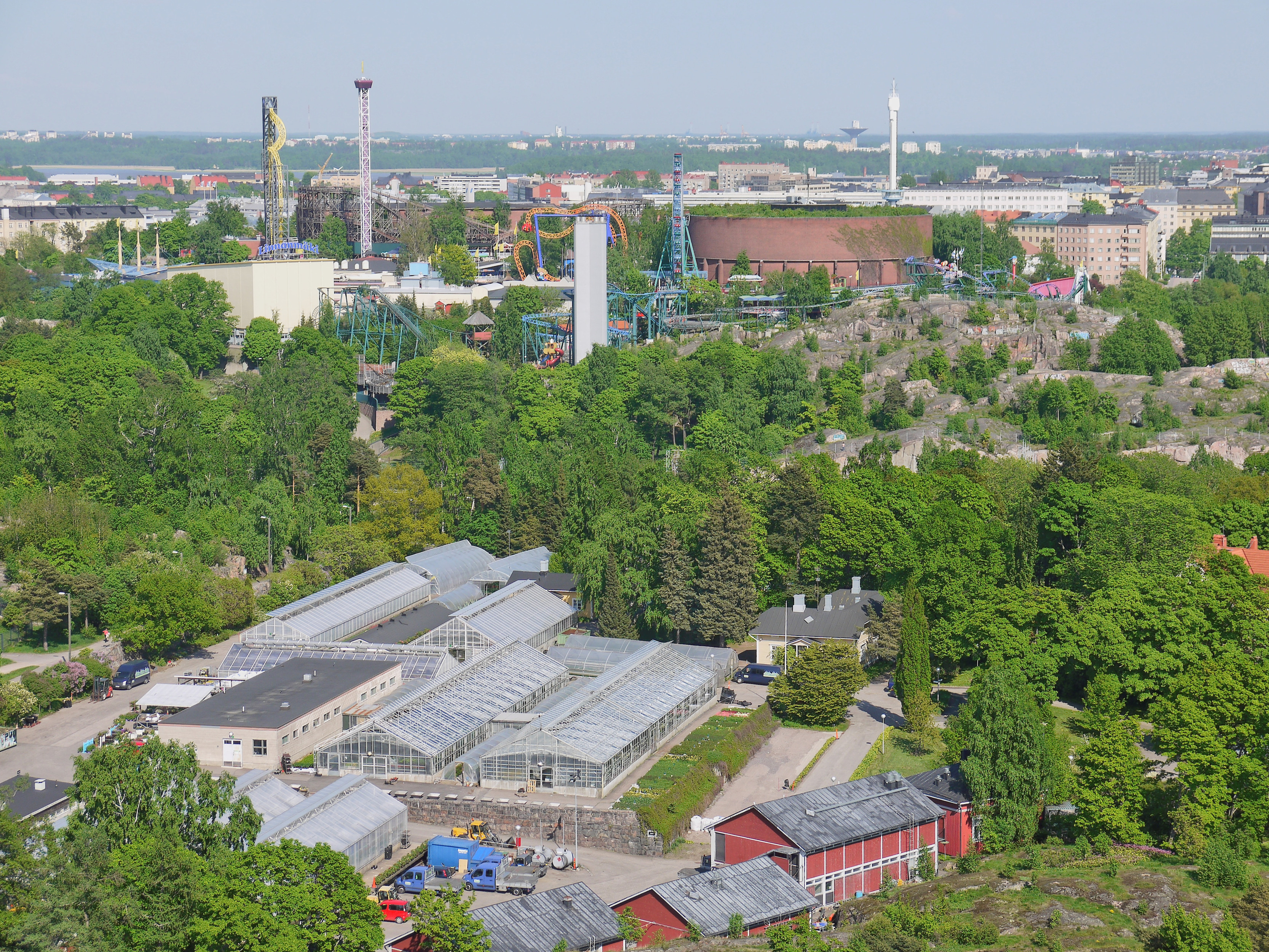
Stadsträdgårdens växtodlingar på Finska Trädgårdsföreningens tidigare område, 2013. I bakgrunden Alpparken och Borgbacken. Till höger om växthusen syns det gula kontorshuset från sekelskiftet 1800/1900, som ritades av Theodor Decker.

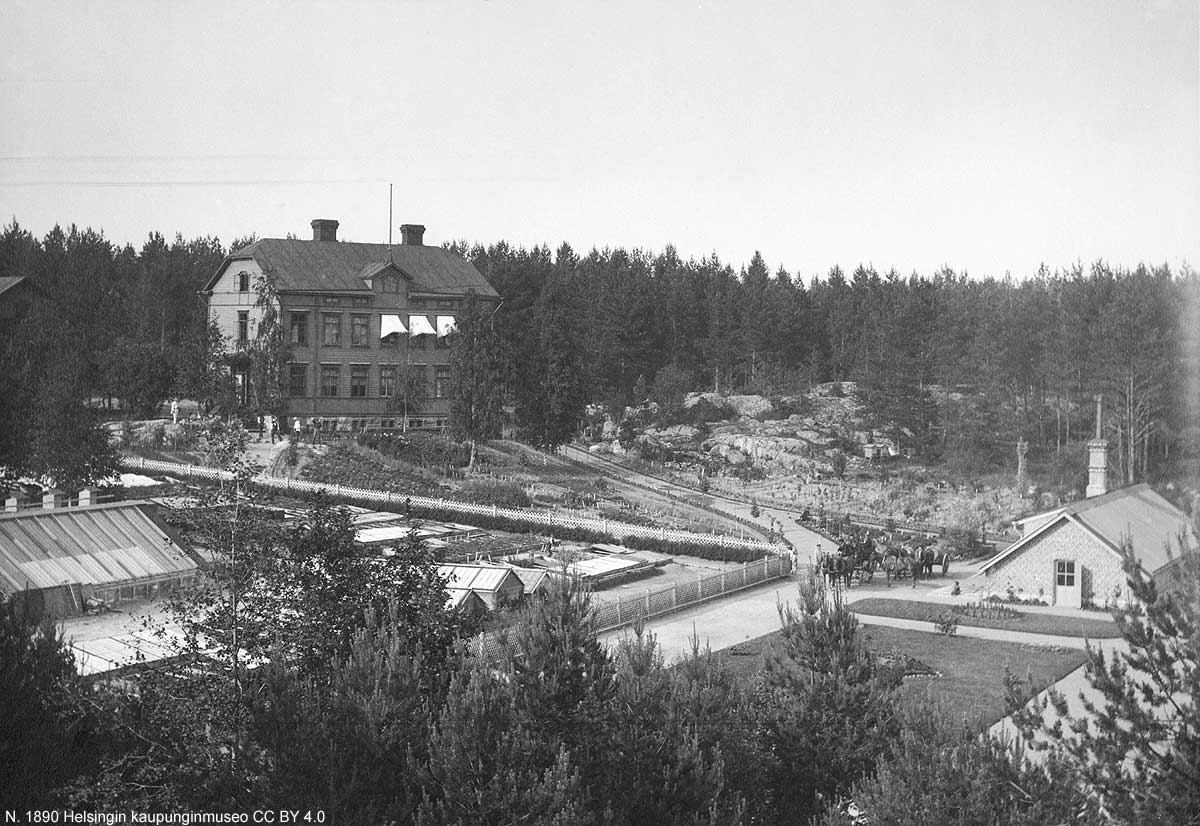
Finska Trädgårdsföreningens trädgårdsskola och handelsträdgård, 1890

Stadsträdgården (finska: Kaupunginpuutarha) är en för allmänheten delvis stängd kommunal park och plantskola vid Tölöviken i Tölö i Helsingfors. Den har en yta på 4,43 hektar.
Stadsträdgården bildades 1907, då Helsingfors stad köpte Ab Finska Trädgårdsföreningens plantskola och byggnader vid nuvarande Helsingegatan, i anslutning till Alpparken. Den 1881 bildade Finska Trädgårdsföreningen hade där bedrivit utbildning av trädgårdsodlare och avsalu av växter. Den hade också drivit det av Julius af Lindfors donerade palmhuset Vinterträdgården samt utvärdshuset Alphyddan i Alpparken, men bolaget hade efter den drivande kraften Julius af Lindfors död 1903 haft ekonomiska problem.
Trädgårdsutbildningen lades ned 1907, men staden tog över driften av Vinterträdgården och förlade till platsen sin odling av blommor och andra växter för parkernas behov. Så småningom utvidgades området närmast Vinterträdgården med bland annat en rosengård och en barockträdgård nedanför mot Tölöviken och blev parken Stadsträdgården.

## Plantskola
Stadsträdgården rymmer sex uppvärmda växthus på 3 020 m² och 16 plastväxthus på 1 500 m². Det finns 30 lagerträd och palmer och ett hundratal andra grönväxter som används för dekoration vid stadens festligheter.

## Byggnader
- Villa Jyränkö ritades av stadsarkitekten Karl Hård af Segerstad i nationalromantisk stil och uppfördes 1909 som tjänstebostad för stadsträdgårdsmästaren. Den har sitt namn Pekka Jyränkö, som var stadsträdgårdsmästare 1979–1995. Huset används idag som festlokal för uthyrning.
- Det gula huset ritades av Theodor Decker och byggdes omkring sekelskiftet.
- Den röda kaffestugan är från Hesperiaparken och ditflyttad 1924.
- Ett fågelhus med en fågelbassäng, som tidigare värmdes upp under vintern. Det används idag som möteslokal.